# TOT Sport Club
Il TOT Sport Club (สโมสรฟุตบอลทีโอที), noto anche come TOT SC, è stata una società calcistica thailandese con sede a Lak Si, uno dei distretti di Bangkok. Rappresentava la compagnia telefonica nazionale  Telephone Organization of Thailand.

## Storia
Fondato nel 1954, il TOT è stato uno dei membri costituenti della Thai Premier League nella stagione 1996/97. Quella stagione si piazzò al secondo posto nella regular season ma perse nelle semifinali play-off contro la Bangkok Bank. Rimase il miglior piazzamento del club, che si aggiudicò la Thai FA Cup del 1993
Retrocesse in seconda divisione nel 2003, pur avendo conservato la formazione tipo dell'exploit del 1997. Fu subito promosso nella stagione 2004 e l'anno dopo tornò nella serie cadetta. Nel 2006 fu nuovamente promosso in Premier League e quello stesso anno vinse la Pro League, competizione destinata alle squadre riserve che fu in seguito abolita. Si piazzò quinto nel 2008 e settimo nel 2009, nelle stagioni successive rimase nelle posizioni di coda della classifica finale ma riuscì a salvarsi dalla retrocessione.
Per la stagione 2009, il TOT lasciò il vecchio Namkaejon Stadium di Nonthaburi e si spostò al Kleab Bua Stadium di Kanchanaburi ma vi rimase solo quell'annata. Nel 2010 ritornò in provincia di Nonthaburi per condividere con il Muangthong United di Pak Kret lo Yamaha Stadium (che in seguito prese il nome SCG Stadium). Questi cambiamenti non richiamarono molti tifosi e nel corso della stagione successiva presero finalmente possesso del nuovo TOT Stadium da 5.000 posti di Lak Si, uno dei quartieri di Bangkok.
La terza retrocessione avvenne al termine della stagione 2015. Nel periodo che seguì, la società ebbe problemi finanziari e non pagò i calciatori; all'inizio della stagione successiva fu dichiarata insolvente e nel marzo 2016 fu disciolta dalla Federazione.

## Piazzamenti
| Stagione                             | G  | V  | N  | P  | Gf | Gs | Gt  | Punti | Posizione finale | Note                                                               |
| ------------------------------------ | -- | -- | -- | -- | -- | -- | --- | ----- | ---------------- | ------------------------------------------------------------------ |
| Thai Premier League 1996-1997        | 34 | 17 | 11 | 6  | 61 | 35 | +26 | 62    | 2º               |                                                                    |
| Thai Premier League 1997             | 22 | 8  | 5  | 9  | 32 | 33 | -1  | 29    | 8º               |                                                                    |
| Thai Premier League 1998             | 22 | 8  | 6  | 8  | 36 | 37 | -1  | 30    | 6º               |                                                                    |
| Thai Premier League 1999             | 22 | 11 | 5  | 6  | 26 | 20 | +6  | 38    | 5º               |                                                                    |
| Thai Premier League 2000             | 22 | 6  | 2  | 14 | 26 | 42 | -16 | 20    | 12º              | Ultimo ma salvo al termine degli spareggi promozione/retrocessione |
| Thai Premier League 2001-2002        | 22 | 6  | 6  | 10 | 18 | 24 | -6  | 24    | 9º               |                                                                    |
| Thai Premier League 2002-2003        | 18 | 2  | 5  | 11 | 18 | 29 | -11 | 11    | 9º               | Retrocesso in Thai Division 1 League                               |
| Thailand Division 1 League 2003-2004 | -  | -  | -  | -  | -  | -  | -   | -     | Vincitore        | Promosso in Thai Premier League                                    |
| Thai Premier League 2004-2005        | 18 | 3  | 7  | 8  | 20 | 25 | -5  | 16    | 9º               | Retrocesso in Thailand Division 1 League                           |
| Thailand Division 1 League 2006      | -  | -  | -  | -  | -  | -  | -   | -     | Vincitore        | Promosso in Thai Premier League                                    |
| Thai Premier League 2007             | 30 | 9  | 10 | 11 | 35 | 35 | 0   | 37    | 10º              |                                                                    |
| Thai Premier League 2008             | 30 | 13 | 11 | 6  | 36 | 27 | +9  | 50    | 5º               |                                                                    |
| Thai Premier League 2009             | 30 | 10 | 12 | 8  | 33 | 33 | 0   | 42    | 7º               |                                                                    |
| Thai Premier League 2010             | 30 | 9  | 6  | 15 | 23 | 42 | -19 | 33    | 12º              |                                                                    |

## Palmarès

### Competizioni nazionali
- Thailand Division 1 League: 1

2003-2004
- Thai FA Cup: 1

1993

### Competizioni regionali
- Provincial League: 1

2006

### Altri piazzamenti
- Thai League:

Terzo posto: 1996-1997
- Coppa delle Coppe dell'AFC:

Semifinalista: 1994-1995